# Ekaterina Shumilova
Ekaterina Evgenyevna Shumilova (en russe : Екатерина Евгеньевна Шумилова), née le 25 octobre 1986 à Solikamsk, est une biathlète russe.

## Carrière
Ekaterina Shumilova court dans des compétitions internationales junior à partir de 2005, se classant deuxième d'une épreuve de la Coupe d'Europe junior à Obertilliach. En 2006, elle est médaillée de bronze en relais aux Championnats du monde junior. Un an plus tard, elle devient double championne d'Europe junior sur l'individuel et le relais. En fin d'année, elle reçoit une sélection pour la Coupe du monde, sans parvenir à marquer de points. Elle est de retour sur le podium seulement en 2010, aux Championnats d'Europe, où elle gagne la médaille de bronze sur la poursuite et le relais.
Elle obtient son premier podium en Coupe du monde sur le relais d'Hochfilzen en décembre 2012. Au même endroit, elle réalise son premier top 10 individuel avec une 8e place sur la poursuite.
Lors des Jeux olympiques de Sotchi en 2014, Shumilova décroche la médaille d'argent dans l'épreuve du relais  (4 × 6 km), en compagnie de Iana Romanova, Olga Zaïtseva et Olga Vilukhina. Cette médaille lui est retirée en raison du dopage de ses coéquipières, le relais russe étant disqualifié.
Ses meilleures performances au niveau international interviennent lors des Championnats du monde de Kontiolahti 2015, où elle se classe sixième du sprint et quatrième de la poursuite.

## Palmarès

### Jeux olympiques
| Épreuve / Édition           | Individuel | Sprint | Poursuite | Départ en masse | Relais | Relais mixte |
| Jeux olympiques 2014 Sotchi | —          | 59e    | 46e       | —               | DSQ    | —            |

Légende :
- DSQ : disqualification
- — : épreuve pas disputée par la biathlète

### Championnats du monde
| Épreuve / Édition | Individuel | Sprint | Poursuite | Départ en masse | Relais | Relais mixte |
| 2013 Nove Mesto   | —          | 15e    | 29e       | 29e             | 4e     | —            |
| 2015 Kontiolahti  | —          | 6e     | 4e        | 10e             | DSQ    | —            |
| 2016 Holmenkollen | 35e        | —      | —         | —               | —      | 7e           |

### Coupe du monde
- Meilleur classement général : 26e en 2015.
- Meilleur résultat individuel: 4e.
- 4 podiums en relais : 2 deuxièmes places et 2 troisièmes places.

#### Classements en Coupe du monde
| Saison    | Classement général final | Individuel | Sprint | Poursuite | Mass start |
| 2006-2007 | nc                       | nc         | nc     | nc        |            |
|           |                          |            |        |           |            |
| 2011-2012 | 63e                      |            | 67e    | 49e       |            |
| 2012-2013 | 31e                      | nc         | 30e    | 26e       | 27e        |
| 2013-2014 | 36e                      | 45e        | 37e    | 33e       | 39e        |
| 2014-2015 | 26e                      | 59e        | 33e    | 15e       | 25e        |
| 2015-2016 | 42e                      | 35e        | 42e    | 38e       |            |
| 2016-2017 | 72e                      | 38e        | 68e    | nc        |            |

### Championnats d'Europe
- Médaille de bronze de la poursuite et du relais en 2010.
- Médaille d'argent du relais en 2012.
- Médaille d'or de la poursuite en 2015.
- Médaille de bronze du sprint en 2015.

### Championnats du monde junior
- Presque Isle 2006
  -  Médaille de bronze au relais

### Championnats d'Europe junior
- Médaille d'argent du relais en 2006.
- Médaille d'or de l'individuel et du relais en 2007.

### IBU Cup
- 4 podiums, dont 1 victoire.